# Melitaea diamina
Melitaea diamina là một loài bướm ngày thuộc họ Nymphalidae.

## Hình ảnh

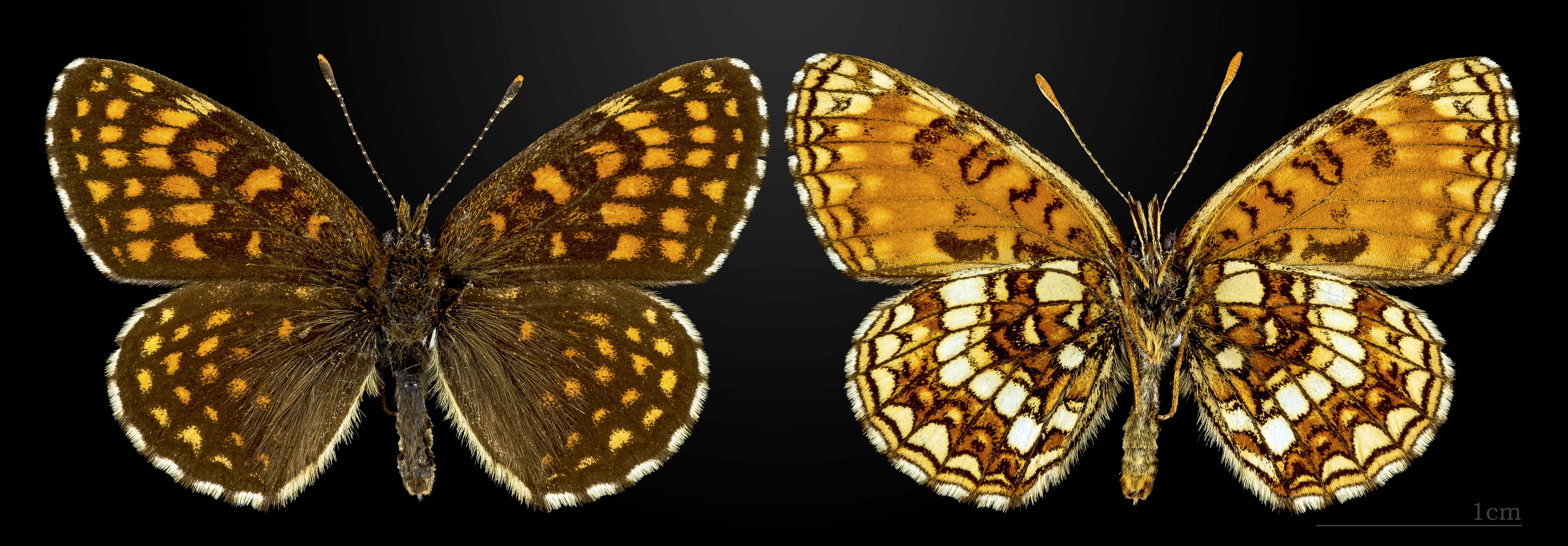
Bướm đực
Bướm cái
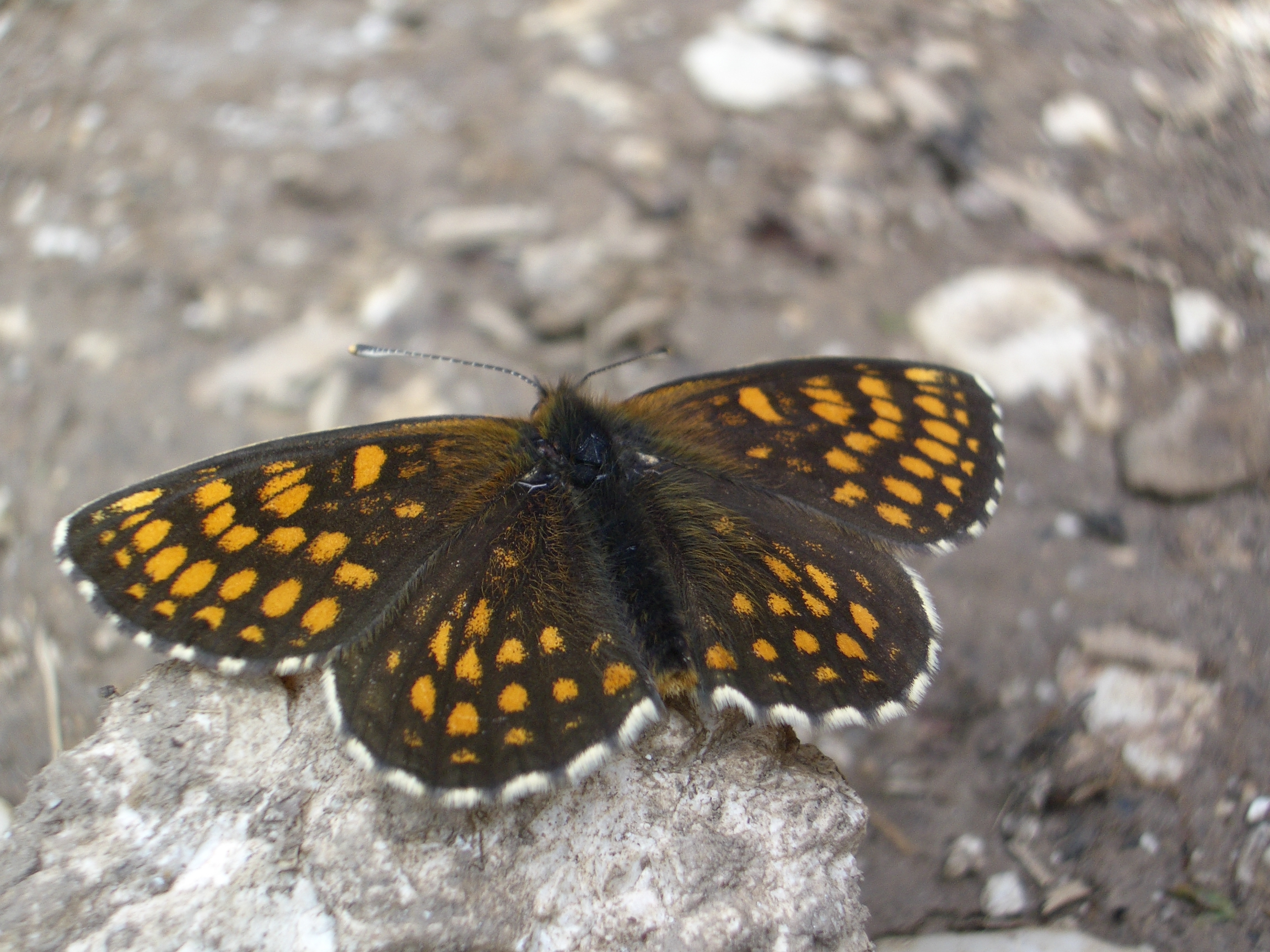
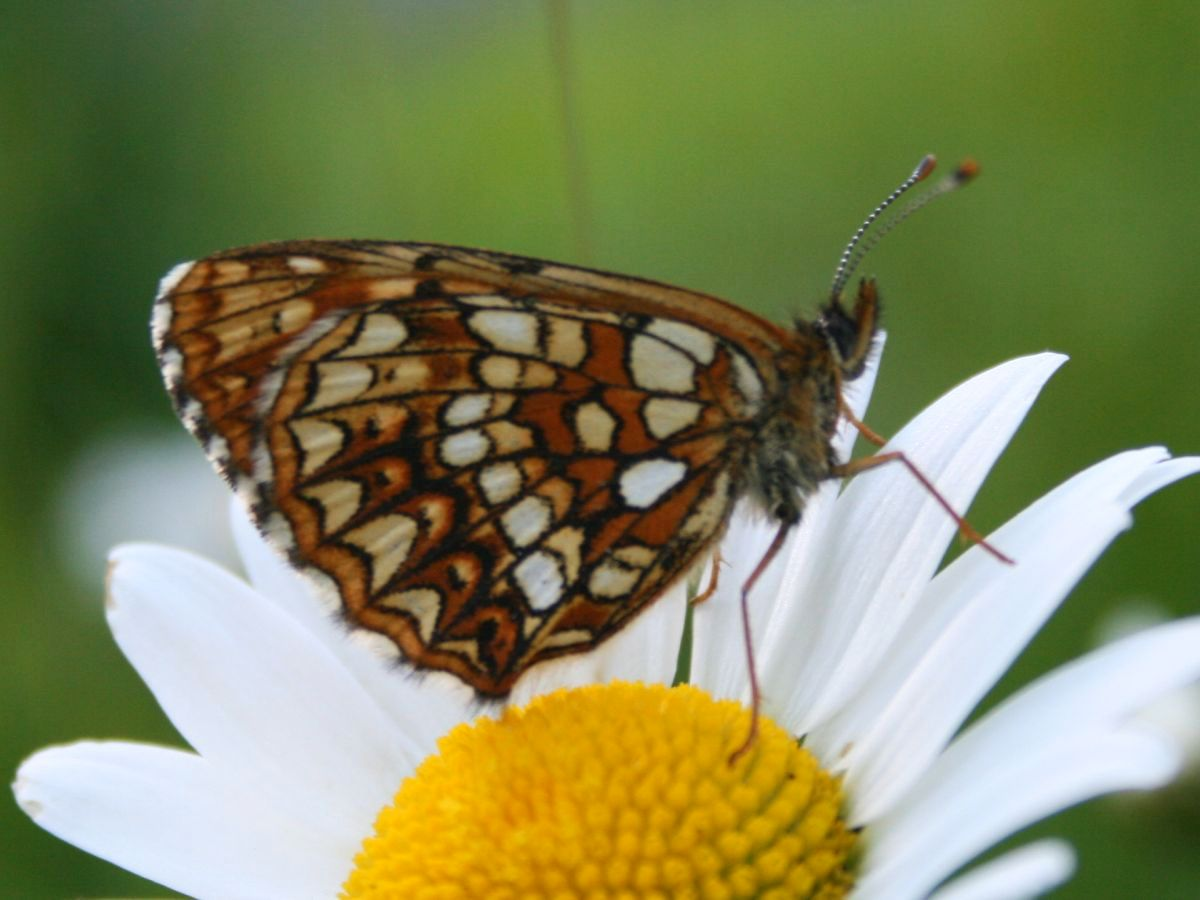
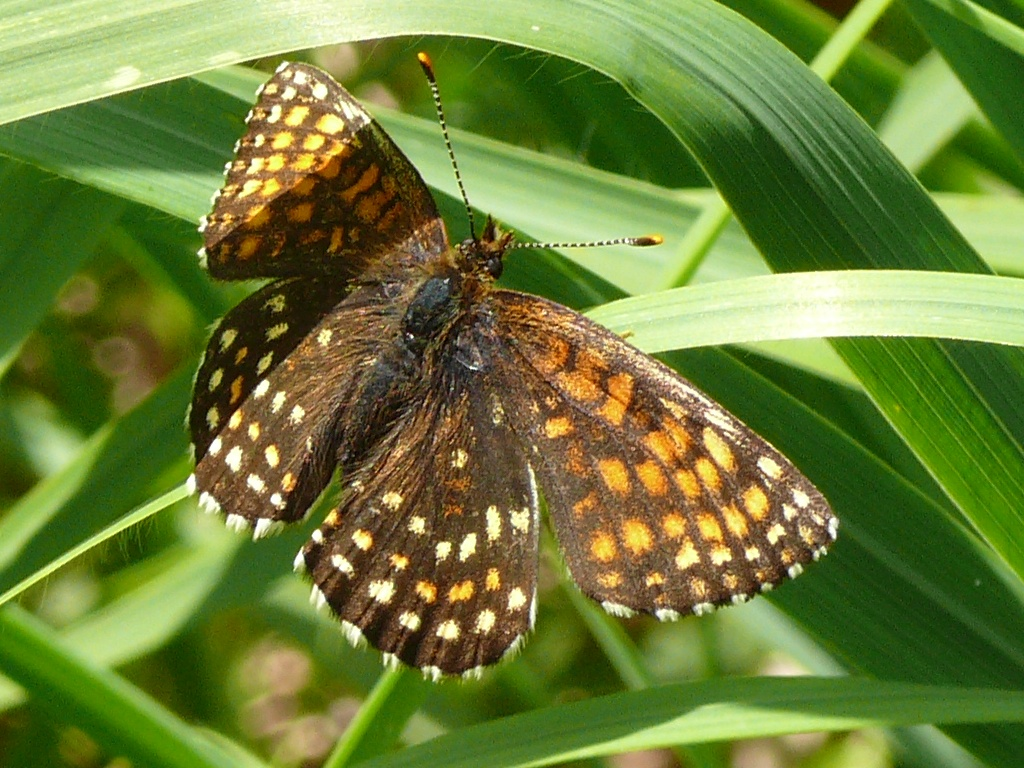
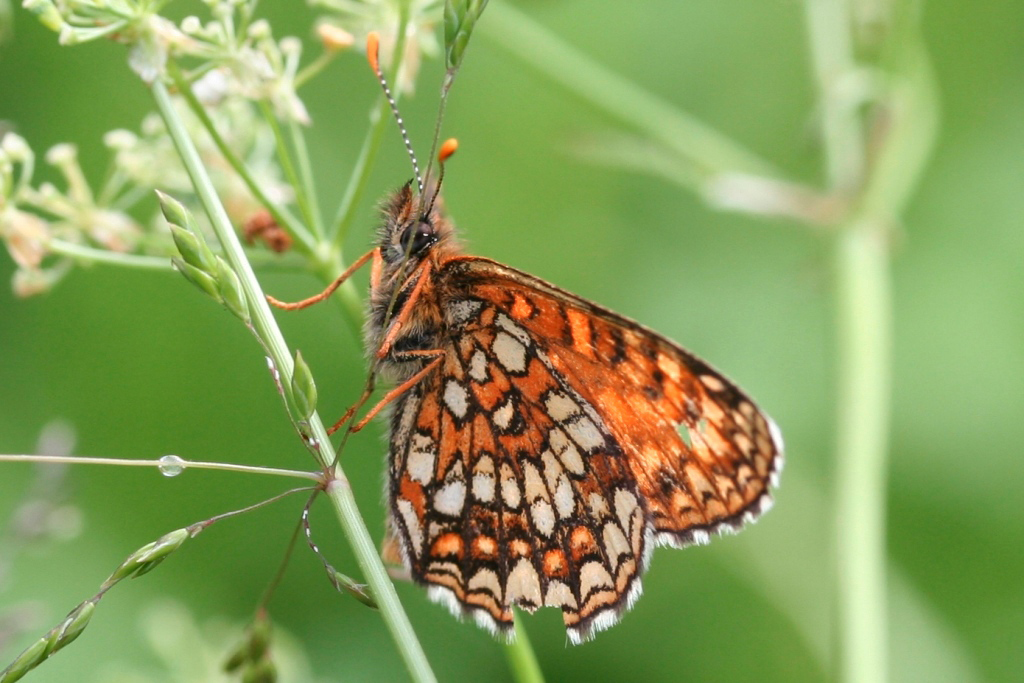
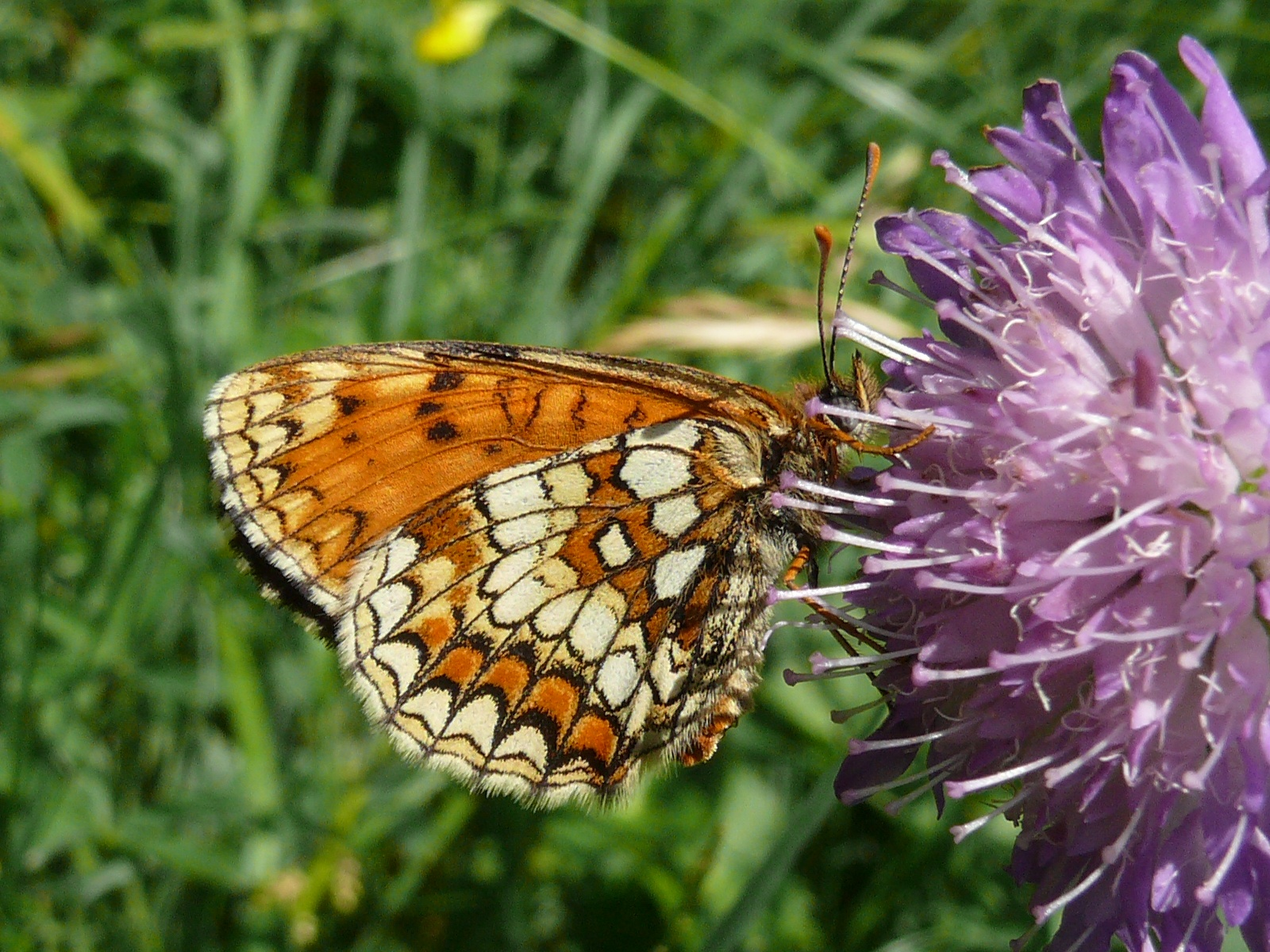